# Чипата (аэропорт)
Аэропорт Чипаты — аэропорт, расположенный в восточной части Замбии, недалеко от города Чипата. Крупнейший гражданский и военный аэропорт страны.